# Нитрат олова(II)
Нитрат олова(II) — неорганическое соединение, 
соль металла олова и азотной кислоты 
с формулой Sn(NO3)2,

разлагается в воде,
образует кристаллогидраты — бесцветные кристаллы.

## Физические свойства
Нитрат олова(II) образует кристаллы.
В воде разлагается.
Образует кристаллогидраты состава Sn(NO3)2 · nH2O, где n = 2, 3, 5 и 20.
Кристаллогидрат состава Sn(NO3)2 · 20H2O — бесцветные кристаллы, которые плавятся в собственной кристаллизационной воде при температуре 20°С.

## Химические свойства
- В водных растворах подвергается гидролизу:

{\displaystyle {\mathsf {3Sn(NO_{3})_{2}+4H_{2}O\ {\xrightarrow {}}\ Sn_{3}(OH)_{4}(NO_{3})_{2}+4HNO_{3}}}}